# Pentacicola fimbriatus
Pentacicola fimbriatus är en insektsart som beskrevs av Sadao Takagi 1993. Pentacicola fimbriatus ingår i släktet Pentacicola och familjen pansarsköldlöss. Inga underarter finns listade i Catalogue of Life.